# Protapanteles octonarius
Protapanteles octonarius är en stekelart som först beskrevs av Julius Theodor Christian Ratzeburg 1852.  Protapanteles octonarius ingår i släktet Protapanteles och familjen bracksteklar. Inga underarter finns listade i Catalogue of Life.